# Teestrup Kirke
Teestrup Kirke ligger i landsbyen Teestrup ca. 14 km SØ for Ringsted (Region Sjælland).

## Eksterne kilder og henvisninger
- Teestrup Kirke på KortTilKirken.dk
- Teestrup Kirke i bogværket Danmarks Kirker (udg. af Nationalmuseet)

- Wikimedia Commons har flere filer relateret til Teestrup Kirke